# Jonas Delalieux
Jonas Delalieux (Heusden-Zolder, 28 oktober 1992) is een Belgisch basketballer.

## Carrière
Delalieux speelde in de jeugd van KBBC Zolder, Hasselt BT en Leuven Bears. Hij speelde van 2010 tot 2011 voordat hij een jaar in de jeugd van Leuven doorbracht al bij KBBC Zolder in tweede klasse. Van 2012 tot 2014 speelde hij bij reeksgenoot Cuva Houthalen. In 2014 maakte hij dan de overstap naar Limburg United waarmee hij uitkwam in de eerste klasse. Hij speelde twee seizoenen voor hen maar kwam niet veel verder dan enkele invalbeurten elk seizoen.
Het seizoen 2016/17 bracht hij door bij de Leuven Bears waar hij al een jaar in de jeugd speelde. Na een jaar ging hij opnieuw spelen voor Limburg United waar hij twee seizoenen doorbracht tot in 2019. Van 2019 tot 2021 speelde hij opnieuw voor de Bears en aan het einde van het seizoen vertrok hij opnieuw naar Limburg.
In het seizoen 2021/22 speelde Delalieux met Limburg United de finale van de beker van België in Vorst Nationaal tegen het tot dan ongeslagen Oostende. In het 4de quarter ging Limburg United op en over Oostende. Delalieux kreeg een kans vanop de vrijworplijn en gooide zo de ploeg mee naar een allereerste overwinning in de beker van België. Midden november 2022 werd bekendgemaakt dat zijn contract met vijf jaar verlengd werd bij Limburg.

### Nationale ploeg
Tijdens het seizoen 2021/22 werd hij voor het eerst geselecteerd voor de Belgian Lions, het Belgisch nationaal basketbalteam, voor het tweeluik tegen Slowakije en Servië. In de wedstrijd tegen Servië op 28 november 2021 in de Mons Arena kwam er een eerste cap achter zijn naam te staan.

## Erelijst
- Kampioen Tweede klasse: 2012
- Belgisch bekerwinnaar: 2022, 2024